# 2008-as Bundesvision Song Contest
A 2008-as Bundesvision Song Contest volt a negyedik Bundesvision Song Contest, melyet az alsó-szászországi Hannoverben rendeztek meg, mivel a 2007-es versenyt az Alsó-Szászországot képviselő Oomph! és Marta Jandová Träumst du? című dala nyerte. A versenyre 2008. február 14-én került sor. A helyszín a hannoveri TUI Arena volt.

## A helyszín és a verseny
A verseny pontos helyszíne a Hannoverben található TUI Arena volt, amely 14 000 fő befogadására alkalmas. Az aréna adott otthont a 2013-as német eurovíziós dalválasztó műsornak, az Unser Song für Malmőnek is.
| Németország Hannover |

A dalfesztivál házigazdái sorozatban másodszor Stefan Raab, Johanna Klum és Elton voltak.
Az adás Stefan Raab és a tartományok zászlóvivőinek bevonulásával kezdődött. Raab a LED-falon kinyitott egy ajtót, majd egy emelvényen leereszkedett a színpadra. Ezt követően köszöntötte Christian Wulffot, a házigazda tartomány akkori miniszterelnökét. Ezután bevonult a helyszínre a másik műsorvezető, Johanna Klum, és egy rövid interjú erejéig színpadra lépett az előző év győztese, az Oomph! és Marta Jandová is. A formáció a győztesnek járó trófeát is bemutatta, majd a dalok utáni szünetben meghívott előadóként is fellépett. Végül kapcsolták a Green Roomot, ahonnan a harmadik műsorvezető, Elton köszöntötte a nézőket.
A dalok előtti képeslapok az adott tartományról és versenyzőikről szóló kisfilmek voltak. A képeslapok előtt és után rövid felvezető szövegek hangzottak el.
A versenyt átlagosan 1,58 millió néző kísérte figyelemmel, 1,31 millióan a célközönségből (14–49 év).
A 2008-as dalfesztivál volt az első, amelyet 16:9-es képarányban és HD minőségben közvetítettek.

## A résztvevők
A versenyen Németország tizenhat tartománya vett részt.
2005 után másodjára versenyzett a Türingiát képviselő Clueso és az Észak-Rajna-Vesztfália színeiben induló Mamadee is. Utóbbi első próbálkozásán Gentlemannel együtt, ezúttal pedig a Sisters tagjaként. 2006 után szintén másodszor szerepelt a Bajorországot képviselő Peter Brugger: első részvételén a tiptop, ezúttal pedig a Sportfreunde Stiller tagjaként állt színpadra.

## A szavazás
A szavazás kis eltérésekkel a fellépési sorrendnek megfelelően történt, vagyis Hamburg volt az első, és Alsó-Szászország volt az utolsó szavazó. Szász-Anhalt Brandenburg után, Berlin pedig Baden-Württemberg után jelentette be a pontjait.
Minden tartomány az eurovíziós rendszerben szavazott, vagyis 1-8, 10 és 12 pontot osztottak ki a legjobbnak ítélt tíz dalnak. A nemzetközi versennyel ellentétben azonban saját dalra is lehetett szavazni, így a legtöbb tartomány saját magának adta a maximális tizenkét pontot.
Az elsőként szavazó Hamburg saját magát helyezte az élre. Mecklenburg-Elő-Pomeránia hat pontjával Alsó-Szászország vette át a vezetést, a nyolc ponttal pedig csatlakozott hozzá Brandenburg is, de a Türingiának adott tíz pont feloldotta a holtversenyt. Hessen három pontja Mecklenburg-Elő-Pomerániát, a nyolc pont pedig Türingiát helyezte az első helyre. A Saar-vidék nyolc pontjával Brandenburg, a tíz ponttal Türingia került az élre. Ezt követően már ez a két tartomány váltotta egymást a tabella tetején.
Végül Brandenburg győzelmével zárult az izgalmas és szoros szavazás. A győztes és a második helyezett közötti egy pont különbség az eddigi legkisebb a verseny történetében. Ez volt Brandenburg első győzelme és az első alkalom, hogy egy volt kelet-német tartomány nyert.
A győztes dal minden tartománytól kapott pontot, a legkevesebb ötöt Bréma adta. Emellett két tartománytól – Brandenburg és Észak-Rajna-Vesztfália – gyűjtötte be a legmagasabb tizenkét pontot.
A Saar-vidéket és Szászországot a saját magának adott tizenkét pont mentette meg a nulla pontos utolsó helytől. Ez jelenleg a legmagasabb kapott pont, amivel egy tartomány utolsó helyen végzett.

## Eredmények
| #  | Tartomány                 | Nyelv                 | Előadó                           | Dal                 | Magyar fordítás       | Helyezés | Pontszám |
| -- | ------------------------- | --------------------- | -------------------------------- | ------------------- | --------------------- | -------- | -------- |
| 01 | Hamburg                   | német                 | Das Bo                           | Ohne Bo             | Bo nélkül             | 12.      | 19       |
| 02 | Mecklenburg-Elő-Pomeránia | német                 | Jennifer Rostock                 | Kopf oder Zahl      | Fej vagy írás         | 5.       | 79       |
| 03 | Hessen                    | német                 | Rapsoul                          | König der Welt      | A világ királya       | 8.       | 51       |
| 04 | Saar-vidék                | német                 | Casino Zero                      | Gib mir einen Blick | Adj egy pillantást    | 15.      | 12       |
| 05 | Szászország               | német                 | The Far East Band és Dean Dawson | Unfassbar           | Érthetetlen           | 15.      | 12       |
| 06 | Szász-Anhalt              | német                 | Down Below                       | Sand in meiner Hand | Homok a kezemben      | 3.       | 96       |
| 07 | Bréma                     | német                 | paulsrekorder                    | Anna                | —                     | 11.      | 20       |
| 08 | Schleswig-Holstein        | német                 | Panik                            | Was würdest du tun? | Mit tennél?           | 6.       | 75       |
| 09 | Brandenburg               | német                 | Subway to Sally                  | Auf Kiel            | Tőkesúlyon            | 1.       | 147      |
| 10 | Észak-Rajna-Vesztfália    | német, angol          | Sisters                          | Unite               | Egyesüljünk           | 14.      | 16       |
| 11 | Rajna-vidék-Pfalz         | német                 | Peilomat                         | Jenny               | —                     | 13.      | 17       |
| 12 | Türingia                  | német                 | Clueso                           | Keinen Zentimeter   | Semennyi centiméter   | 2.       | 146      |
| 13 | Bajorország               | német                 | Sportfreunde Stiller             | Antinazibund        | Náciellenes szövetség | 10.      | 32       |
| 14 | Berlin                    | német, spanyol, angol | Culcha Candela                   | Chica               | Lány                  | 7.       | 66       |
| 15 | Baden-Württemberg         | német                 | Laith Al-Deen                    | Du                  | Te                    | 9.       | 46       |
| 16 | Alsó-Szászország          | német                 | Madsen                           | Nachtbaden          | Éjszakai fürdőzés     | 4.       | 94       |

## Ponttáblázat

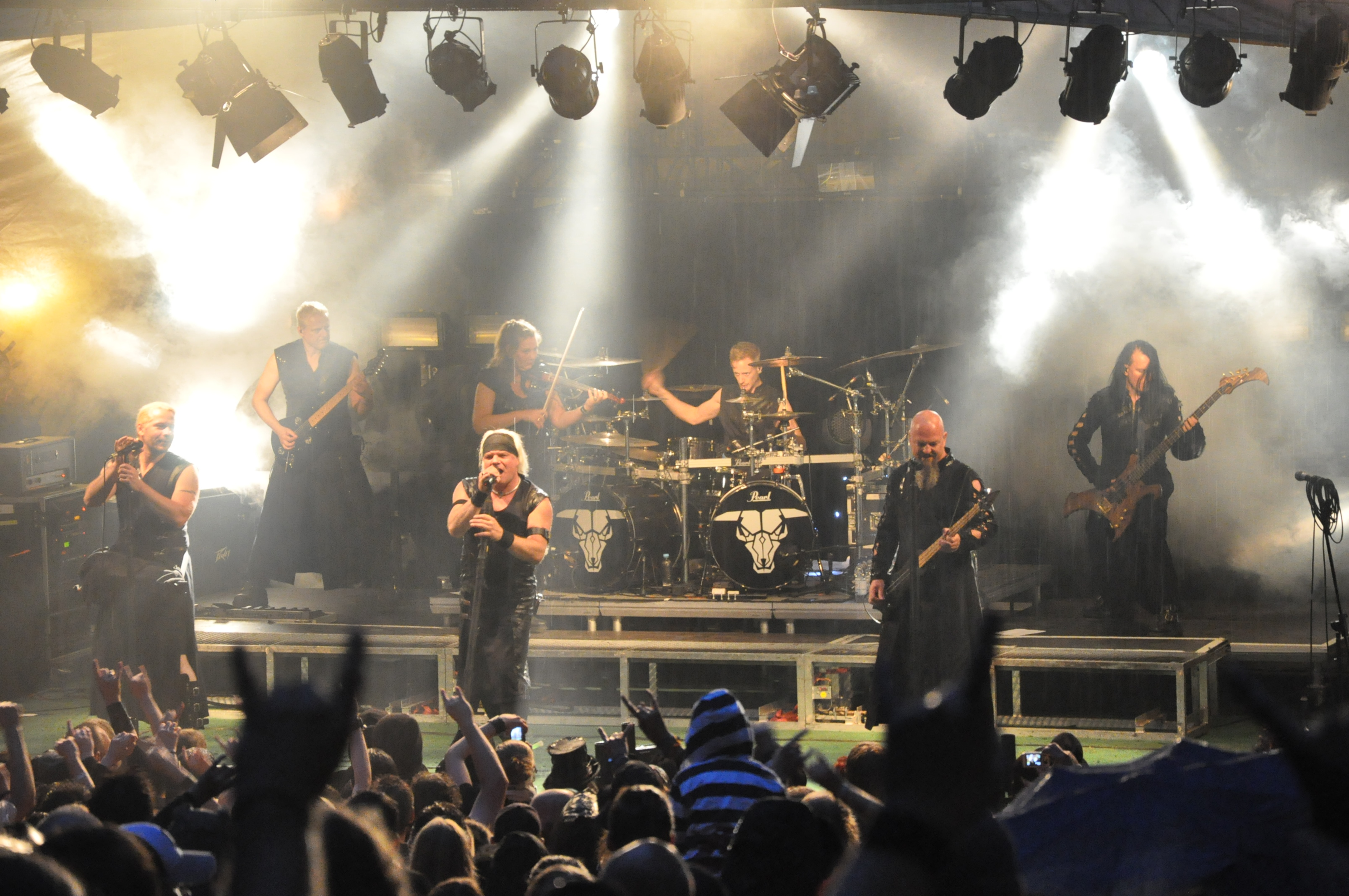
Subway to Sally, a verseny győztese Brandenburgból

| Hamburg                   | 19  | 12 | 1  |    |    |    |    | 6  |    |    |    |    |    |    |    |    |    |
| Mecklenburg-Elő-Pomeránia | 79  | 7  | 12 | 3  | 3  | 5  | 6  | 4  | 7  | 7  | 2  |    | 7  | 2  | 6  | 7  | 1  |
| Hessen                    | 51  |    | 3  | 12 | 7  | 1  | 8  | 1  | 2  | 2  |    | 4  | 1  | 1  | 2  | 1  | 6  |
| Saar-vidék                | 12  |    |    |    | 12 |    |    |    |    |    |    |    |    |    |    |    |    |
| Szászország               | 12  |    |    |    |    | 12 |    |    |    |    |    |    |    |    |    |    |    |
| Szász-Anhalt              | 96  | 4  | 7  | 6  | 5  | 7  |    | 5  | 6  | 12 | 5  | 7  | 8  | 6  | 5  | 6  | 7  |
| Bréma                     | 20  | 3  |    |    |    |    | 12 |    | 1  |    |    |    |    |    |    |    | 4  |
| Schleswig-Holstein        | 75  | 5  | 4  | 2  | 4  | 3  | 3  | 12 | 4  | 5  | 6  | 2  | 5  | 4  | 7  | 4  | 5  |
| Brandenburg               | 147 | 6  | 8  | 10 | 8  | 10 | 5  | 10 | 12 | 8  | 12 | 10 | 10 | 10 | 10 | 8  | 10 |
| Észak-Rajna-Vesztfália    | 16  | 1  |    | 1  |    |    |    |    |    |    | 10 | 1  |    |    | 1  | 2  |    |
| Rajna-vidék-Pfalz         | 17  |    |    |    |    |    | 2  |    |    |    | 3  | 12 |    |    |    |    |    |
| Türingia                  | 146 | 10 | 10 | 8  | 10 | 8  | 10 | 8  | 10 | 10 | 8  | 8  | 12 | 8  | 8  | 10 | 8  |
| Bajorország               | 32  |    | 2  |    | 2  | 6  |    |    | 3  | 3  |    |    | 4  | 12 |    |    |    |
| Berlin                    | 66  | 2  | 5  | 4  |    | 2  | 4  | 3  | 8  | 4  | 4  | 5  | 3  | 5  | 3  | 12 | 2  |
| Baden-Württemberg         | 46  |    |    | 7  | 1  |    | 1  | 2  |    | 1  | 1  | 6  | 2  | 7  | 12 | 3  | 3  |
| Alsó-Szászország          | 94  | 8  | 6  | 5  | 6  | 4  | 7  | 7  | 5  | 6  | 7  | 3  | 6  | 3  | 4  | 5  | 12 |

### 12 pontok
| Darab | Jutalmazott tartomány     | Szavazó tartomány                   |
| ----- | ------------------------- | ----------------------------------- |
| 2     | Brandenburg               | Brandenburg, Észak-Rajna-Vesztfália |
| 1     | Alsó-Szászország          | Alsó-Szászország                    |
| 1     | Baden-Württemberg         |                                     |
| 1     | Bajorország               |                                     |
| 1     | Berlin                    |                                     |
| 1     | Bréma                     |                                     |
| 1     | Hamburg                   |                                     |
| 1     | Hessen                    |                                     |
| 1     | Mecklenburg-Elő-Pomeránia |                                     |
| 1     | Rajna-vidék-Pfalz         |                                     |
| 1     | Saar-vidék                |                                     |
| 1     | Schleswig-Holstein        |                                     |
| 1     | Szász-Anhalt              |                                     |
| 1     | Szászország               |                                     |
| 1     | Türingia                  |                                     |

## Visszatérő előadók
| Előadó                                           | Tartomány              | Előző év(ek)                      |
| ------------------------------------------------ | ---------------------- | --------------------------------- |
| Clueso                                           | Türingia               | 2005                              |
| Peter Brugger (a Sportfreunde Stiller tagjaként) | Bajorország            | 2006 (a TipTop tagjaként)         |
| Mamadee (a Sisters tagjaként)                    | Észak-Rajna-Vesztfália | 2005 (Gentleman közreműködésében) |

## Térkép

| Győztes 2. helyezett 3. helyezett 4. helyezett 5. helyezett 6. helyezett 7. helyezett 8. helyezett | 9. helyezett 10. helyezett 11. helyezett 12. helyezett 13. helyezett 14. helyezett 15. helyezett 16. helyezett |

## Részt vevő rádióállomások
Az Eurovíziós Dalfesztivállal ellentétben ezen a versenyen regionális rádióállomások választják ki a tartományok képviselőit. A 2008-as verseny részt vevő rádióállomásai a következők voltak:
| - radio ffn - Radio Regenbogen - Energy - Energy Berlin - 94.5 Radio Cottbus - Energy Bremen - Radio NRW - Energy Hamburg | - Hit Radio FFH - Antenne MV - RPR1. - Radio Flensburg - Radio Salü - Rockland - Leipzig 91.3 - Radio Top 40 |

## Galéria
A verseny műsorvezetői:

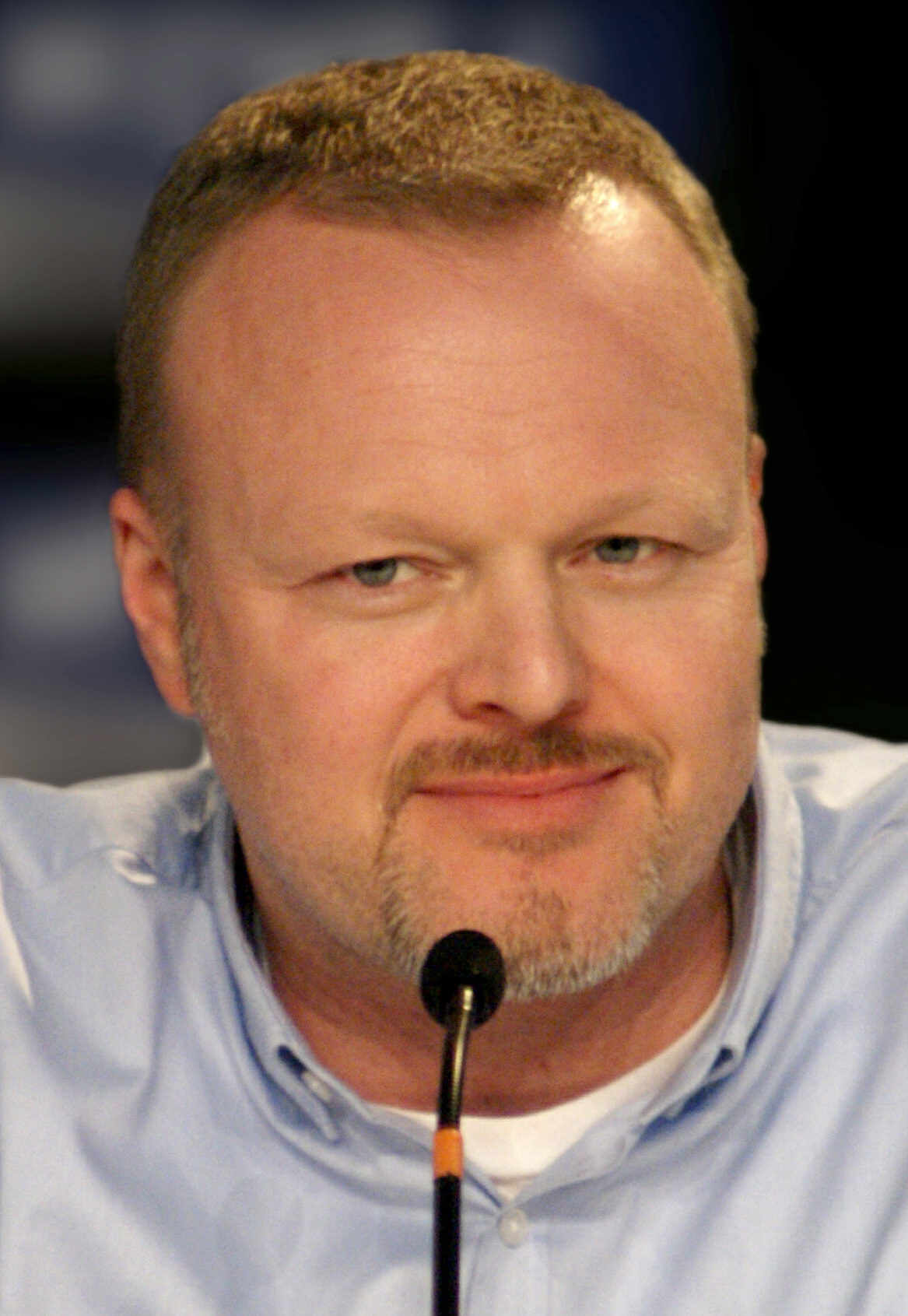
Stefan Raab
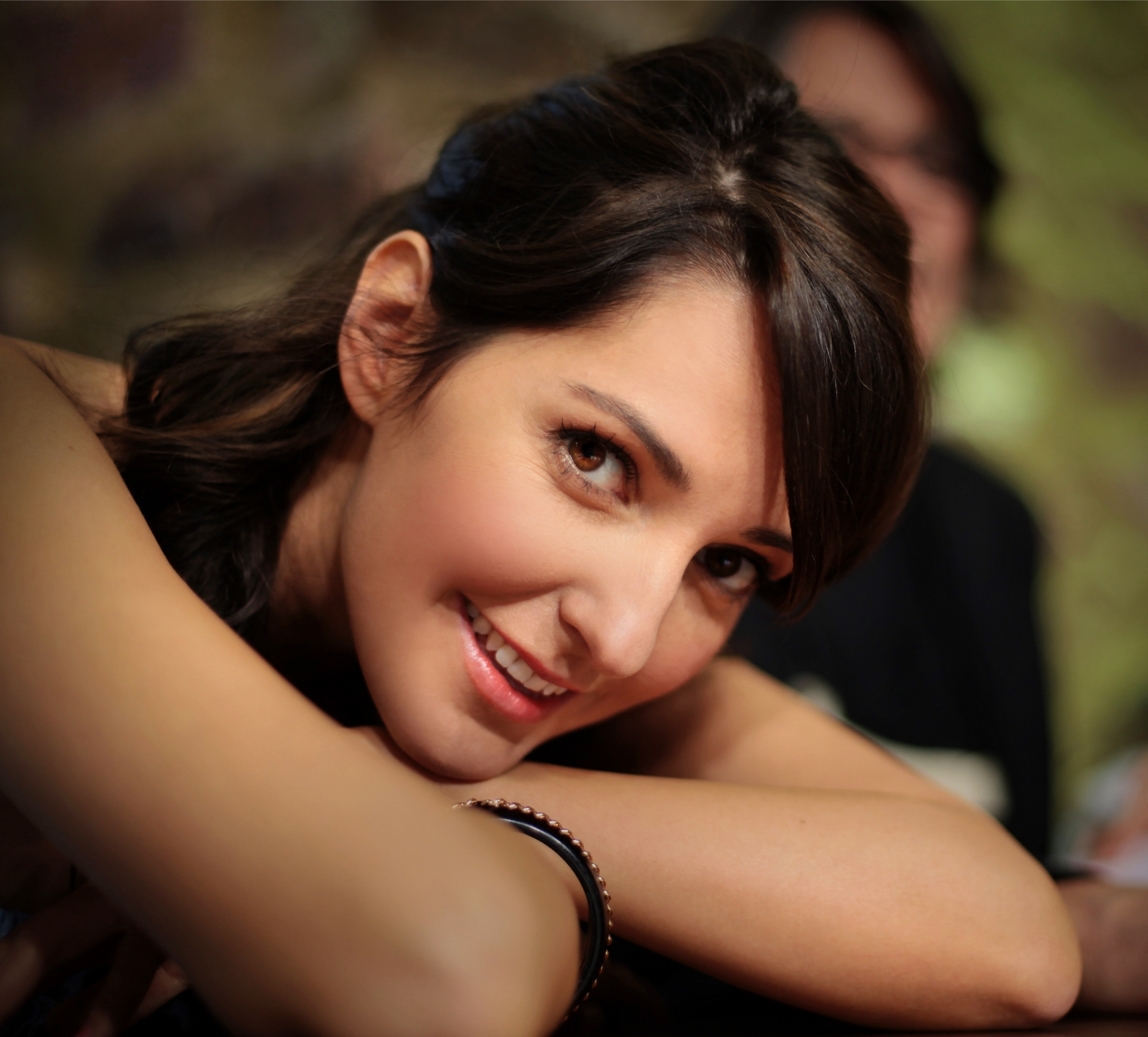
Johanna Klum
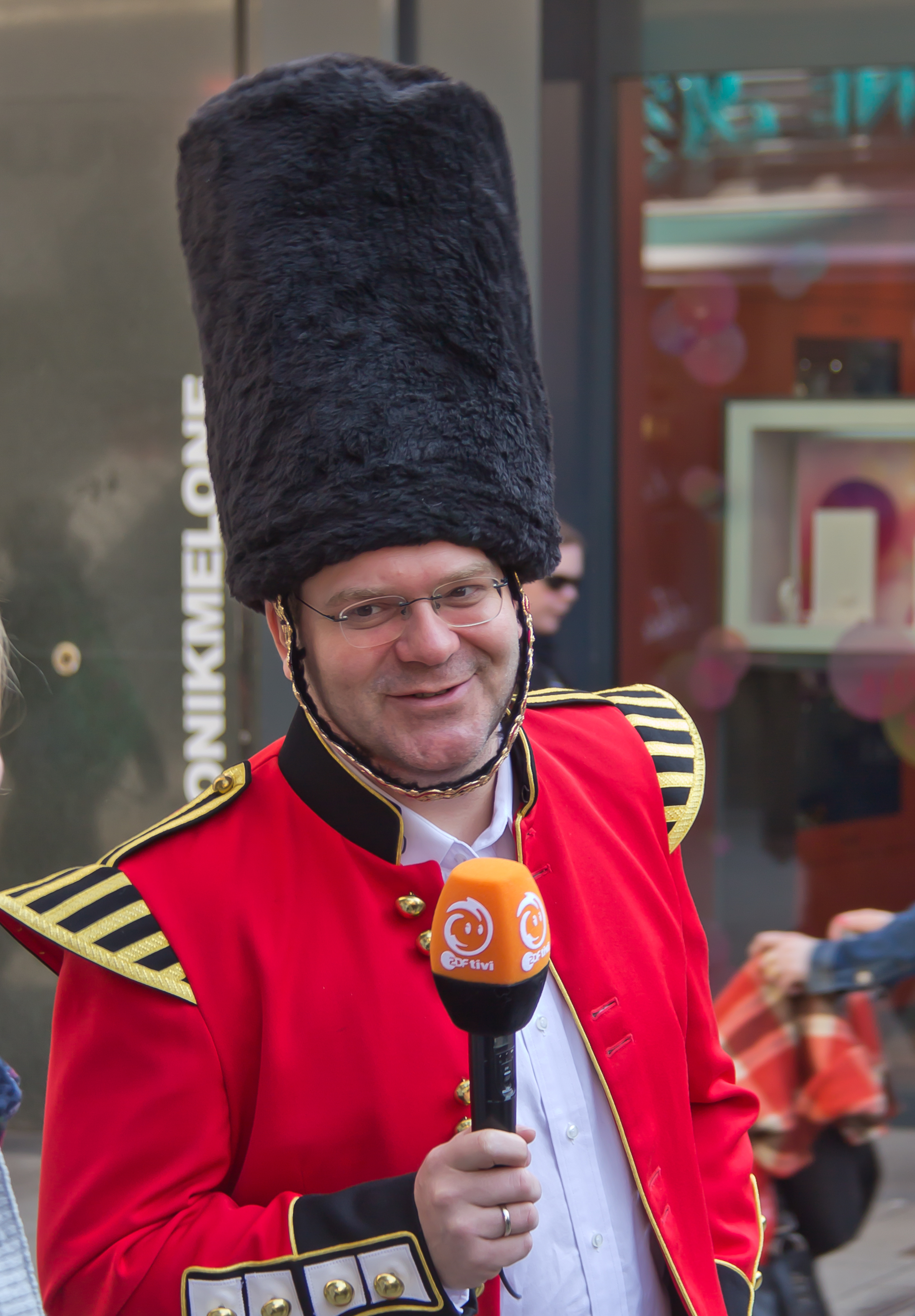
Elton